# 卡斯特納的兇手
卡斯特納的兇手，又名阿拉斯加斥候，是阿拉斯加第一作戰情報排的別名。他們在第二次世界大戰太平洋戰爭中的阿留申群島戰役幫助美軍擊敗日本。此部隊由65人組成，在戰時負責在阿留申群島進行偵察任務。

## 背景
此部隊為勞倫斯·卡斯特納上校在1941年11月所創立，其成立目的為建立一支能在阿拉斯加的惡劣環境中，配備最少的裝備依然能夠完全發揮的部隊。卡斯特納選擇了66名精於在阿拉斯加野外惡劣環境中生存的男性，包括阿留申人、愛斯基摩人、美洲原住民、克朗代克淘金熱中的拓荒探礦者、獵人及漁民。這些人豐富的野外生存和狩獵背景使得他們成爲理想的斥候。因爲此部隊成員的優越性及特殊性，卡斯特納上校並沒有對此部隊實施標準軍事管理，他們甚至不用穿制服，並給予了他們極大的自由度。此外，卡斯特納上校亦賜此部隊「兇手」的別名。
蒙大拿州立大學美式足球員羅拔·H·湯普森上尉是此部隊的排長。他是部隊裏的萬人迷，並在服役期間深深愛上了阿拉斯加。退役後他選擇留在阿拉斯加，成爲當地的一個導遊、機師及獵人，直到他在1955年意外死亡。

## 任務
卡斯特納的兇手在保衛阿拉斯加上扮演了重要角色。在荷蘭港被日軍轟炸，日軍入侵基斯卡島和阿圖島後，他們負責執行偵察任務，特別是在日佔阿圖島、阿加圖島及基斯卡島偵察。他們也幫助美軍軍方計劃在日佔阿留申群島上執行兩棲作戰。
在美軍反擊時，他們的任務為正規軍的向導和信使。此前，他們曾警告美國陸軍，車輛並不能在永久凍土上運作，而且需要配備大量禦寒衣物及食物。不過，軍方基本上無視了他們的警告。雖然如此，不少美軍依然因爲卡斯特納的兇手從惡劣天氣中保護了他們的性命和提供了食物而感激卡斯特納的兇手們。

### 埃達克島跑道建設
在阿留申群島戰役時，美國陸軍因天氣惡劣而喪失了數架戰機。爲了縮短兩軍空軍基地的距離，卡斯特納的兇手在1942年按計劃到埃達克島偵察，找尋適合建設機場的地方。不過，由於該島地形崎嶇，卡斯特納的兇手找不到合適的平地。因此，卡斯特納的兇手在一個潟湖上建大壩並將湖水全部排走，將湖底改做成臨時跑道。工程師隨後到達，並改善了該機場。

### 茅舍行動
1943年8月，卡斯特納的兇手參加了茅舍行動，前漁民、成員克萊德·皮特森中士從狐狸的叫聲中發現日軍已經退去，減少了友軍的誤傷。

## 裝備
此部隊的標準裝備為一個「狩陷者」納爾遜背包、一把獵刀、一把.22 LR口徑手槍以及一把狙擊步槍，而不是一般部隊所用的M1903春田步槍或M1加蘭德步槍。不過，隊員可以自由選擇自己中意的火器。他們使用「狩陷者」納爾遜背包負載所有所需補給以便他們橫跨山嶺。與當時大部分部隊不同，他們不依賴補給去提供食物。反之，他們會就地狩獵、采集所需的食物，使得他們可以保持極度輕裝。他們使用獨木舟來在島嶼間來回。在獨木舟上，他們也會釣鮭魚，將鮭魚煙熏以備嚴冬，使得他們的野外生存能力再一步提升。

## 後續
卡斯特納的兇手曾在阿拉斯加埃達克執行偵察任務。在他們的登陸點，有一塊紀念碑紀念他們的事跡。